# Xian de Napo
Pour les articles homonymes, voir Napo.
Le xian de Napo (那坡县 ; pinyin : Nàpō Xiàn) est un district administratif de la région autonome du Guangxi en Chine. Il est placé sous la juridiction de la ville-préfecture de Baise.

## Démographie
La population du district était de 195 600 habitants en 2010,dont 90.59 % de Zhuang, groupe ethnique principalement concentré dans cette région.